# Национальные музеи Кении
Национальные музеи Кении (англ. National Museums of Kenya) учреждены на базе Национального музея Кении в 2006 году как государственное учреждение Кении, призванное собирать, сохранять, исследовать и экспонировать историческое и современное культурное и природное наследие Кении.

## Музеи

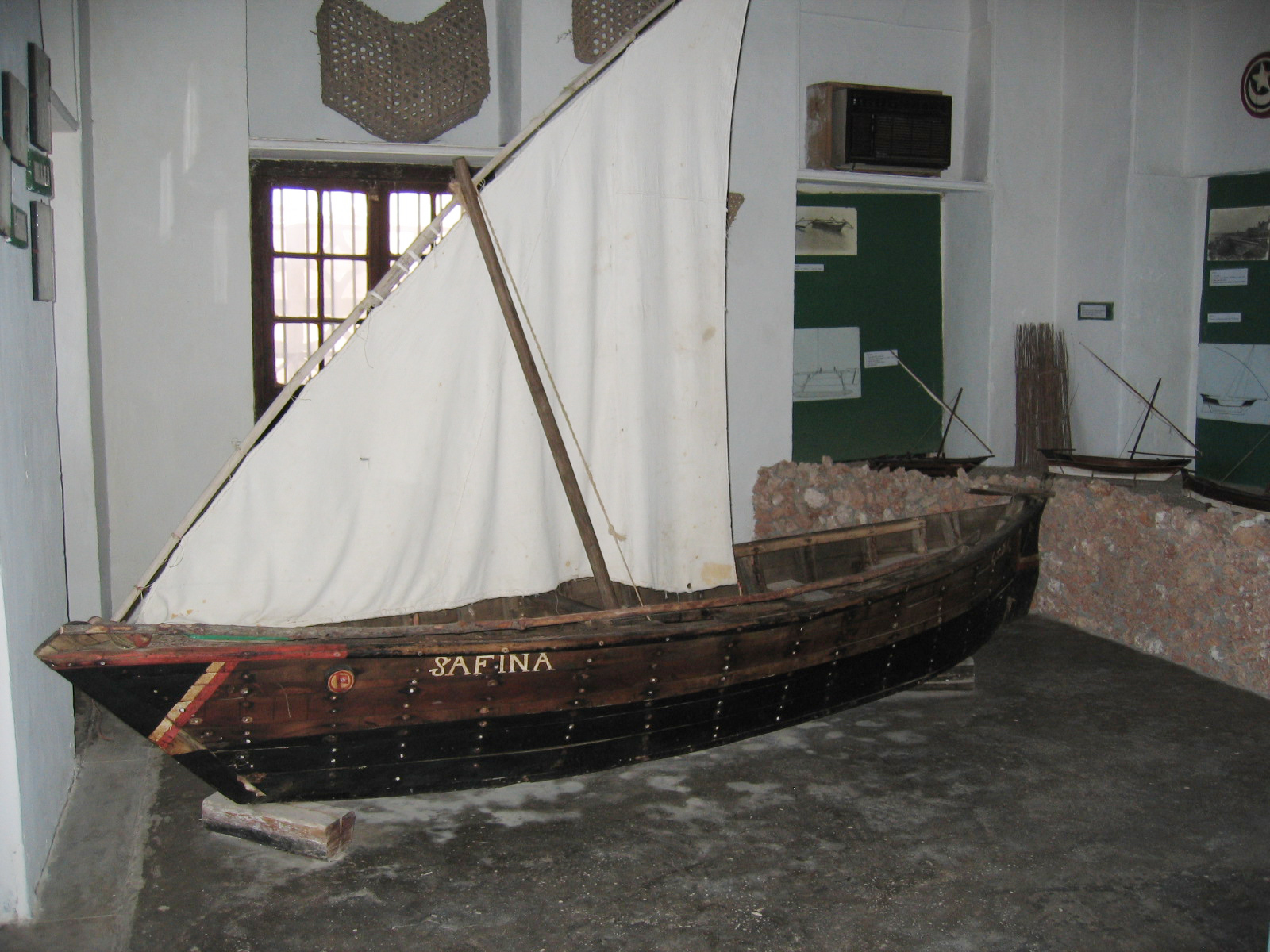
Модель доу в Музее Ламу

В составе Национальных музеев Кении работает несколько музеев, среди которых:

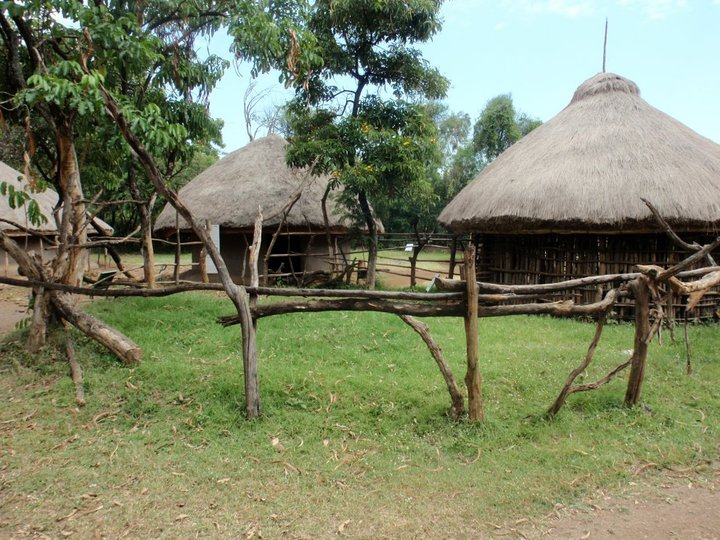
Усадьба Луо в Музее Кисуму

- Национальный музей в Найроби
- Парк змей в Найроби
- Галерея Найроби
- Музей Карен Бликсен
- Форт Иисус
- Музей Ламу
- Олорджесейли[англ.]
- Музей Малинди

- Музей Кисуму
- Музей Китале
- Музей пустыни
- Музей Геде
- Кариандуси
- Музей Капенгурия
- Музей Меру
- Музей Хайракс Хилл
- Музей Кабарне
- Музей Нарока
- Музей Рабаи
- Музей Ваджира
- Музей Тамбач
- Музей Ньери[2]

## Достопримечательности и памятники

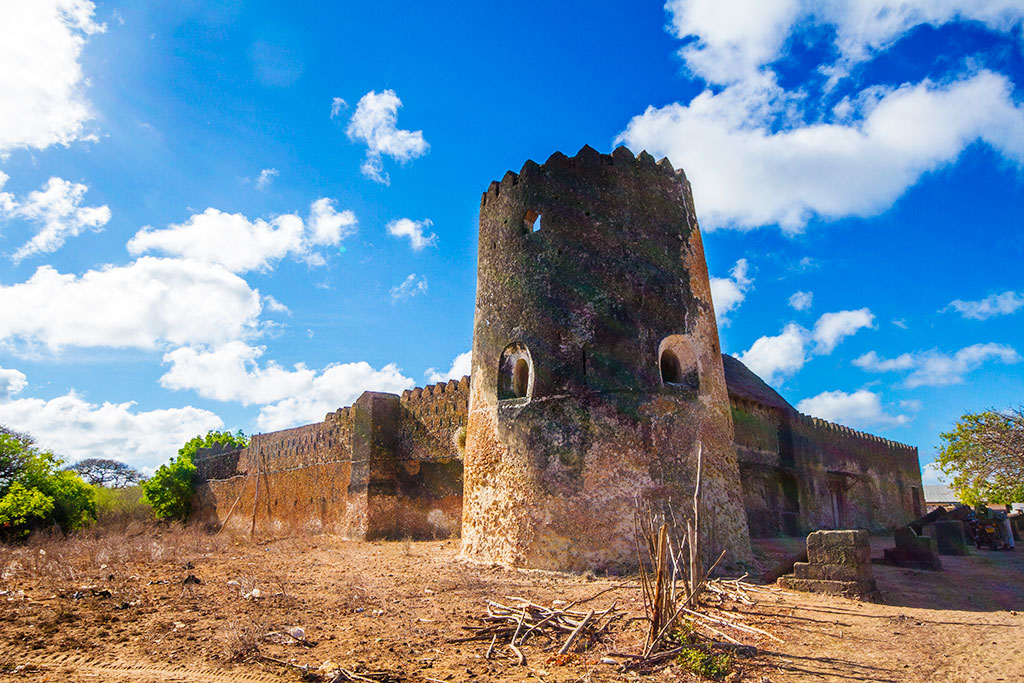
Форт Сийу на острове Пате

Под контролем Национальных музеев Кении находятся:
- Олорджесейли[англ.]
- Сады Ухуру
- Кооби-Фора
- Джумба ла Мтвана
- Мнарани
- Форю Сийу
- Сонгхор
- Тхимлич Охинга
- Таква[3]

## Институты
В составе Национальных музеев Кении также действует два института:
- Институт по изучению приматов
- Научно-исследовательский институт образования на суахили в Восточной Африке[4]